# Phascolosoma corallicolum
Phascolosoma corallicolum är en stjärnmaskart som först beskrevs av ten Broeke 1925.  Phascolosoma corallicolum ingår i släktet Phascolosoma och familjen Phascolosomatidae. Inga underarter finns listade i Catalogue of Life.